# La canción del verdugo (película)
La canción del verdugo (The Executioner's Song) es una película biográfica de drama criminal hecha para la televisión estadounidense en 1982. Es una adaptación cinematográfica de la novela homónima de Norman Mailer, ganadora del premio Pulitzer en 1979. La película fue dirigida por Lawrence Schiller a partir de un guion de Mailer.

## Trama
La película trata sobre los últimos nueve meses de vida de Gary Gilmore, comenzando con su liberación de la prisión a la edad de 35 años después de cumplir 12 años por robo en Indiana. Se le permite volar a Utah para vivir con Brenda Nicol, una prima lejana que es cercana a él y accede a patrocinarlo. Ella trata de ayudarlo a volver a la vida normal, lo que le resulta extremadamente difícil después de haber estado en prisión durante tanto tiempo. Pronto se muda a vivir con su tío Vern, con quien trabaja en la reparación de calzado, y con la esposa de Vern. Gilmore cambia luego de ocupación, trabaja en una fábrica de aislantes, donde se desempeña bien al principio, pero luego comienza a tener horarios erráticos y relaciones conflictivas con sus compañeros de trabajo.
Gilmore conoce y se involucra sentimentalmente con Nicole Baker, una joven de 19 años con dos niños pequeños. A pesar de sus esfuerzos por reformarse, Gilmore comienza a pelear, robar artículos de las tiendas y abusar del alcohol y las drogas. Las personas que se encargan de él están angustiadas al ver resurgir estos patrones de comportamiento.
Nicole rompe con Gilmore después de que él la golpea, y se esconde con sus hijos. Gilmore pronto asesina a dos hombres en dos robos separados durante dos días. Su prima Brenda le dice a la policía que sospecha que Gilmore está involucrado y lo detienen. Es declarado culpable de uno de los asesinatos y sentenciado a muerte en virtud de una ley estatal diseñada para acomodar el fallo de la Corte Suprema de EE. UU. sobre la pena de muerte, que determinó que la mayoría de las leyes estatales sobre la pena capital constituyen un "castigo cruel e inusual", prohibido por la Constitución. Los estados trabajaron para revisar sus leyes.
Mientras sus abogados, la ACLU y su familia intentan persuadir a Gilmore para que presente más apelaciones, él argumenta que se ejecute la sentencia, por lo que se convierte en una sensación en los medios de comunicación nacionales. Editores y reporteros compiten para comprar su historia y los derechos cinematográficos. La noche antes de su muerte, familiares, amigos y abogados se unen a Gilmore para una fiesta en el corredor de la muerte (death row).
El 17 de enero de 1977, Gilmore es ejecutado por un pelotón de fusilamiento, como él lo deseó. Luego, su cuerpo es quemado después de que se habían extraído órganos para ser donados de acuerdo con sus deseos. Fue la primera persona ejecutada judicialmente en Estados Unidos tras la ejecución de Luis Monge en Colorado el 2 de junio de 1967.

## Elenco
- Tommy Lee Jones como Gary Mark Gilmore
- Christine Lahti como Brenda Nicol
- Rosanna Arquette como Nicole Baker
- Eli Wallach como el tío Vern Damico
- Steven Keats como Larry Samuels
- Jordan Clarke como Johnny Nicol
- Richard Venture como Conde Dorius
- Jenny Wright como April Baker
- Walter Olkewicz como Pete Galovan
- Michael LeClair como Rikki Wood
- Pat Corley como Val Conlan

| - Mary Ethel Gregory como Ida Damico - John Dennis Johnston como Jimmy Poker-Juego - Norris Mailer como Lu-Ann (como Norris Church) - Kenneth O'Brien como Spencer McGrath - Rance Howard como el teniente Johnson - Charles Cyphers como Noall Wootton - Robert DeMotte como mecánico de garaje - Jim Youngs como Sterling Baker - Grace Zabriskie como Kathryne Baker |

## Producción
Mailer originalmente le pidió a Lanford Wilson que adaptara la historia, pero éste se negó cortésmente. Se produjo originalmente como una película para televisión de dos partes con un total de 200 minutos el 28 y 29 de noviembre de 1982. Posteriormente fue reeditada en una versión teatral de 97 minutos para distribución europea, con añadidos de escenas de violencia y desnudez. Partes de la película se rodaron en la prisión estatal de Utah en Draper y en la ciudad de Provo, Utah .

## Recepción
En lo que el New York Times describió como una "actuación abrasadora", Tommy Lee Jones ganó un premio Emmy por su papel en este trabajo. Time Out- London dijo sobre las actuaciones de la película: "Jones (interpretando a Gilmore) recorre su propio camino fascinante hacia el nirvana del perdedor sin recurrir a los tics de estilo psicópata, mientras que las fuertes actuaciones de los personajes de Arquette y Lahti cambian constantemente el enfoque hacia la camisa de fuerza cotidiana" de los desvalidos de Utah".